# هندسة إسقاطية

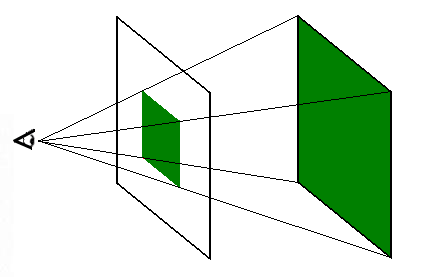

في الرياضيات، الهندسة الإسقاطية (بالإنجليزية: Projective geometry) هي دراسة الخصائص الهندسية الثابتة مع التحويلات المنظورية. بشكل شبيه للهندسة الأفينية والهندسة الإقليدية من الممكن تطوير الهندسة الإسقاطية من برنامج إرلنغن، حيث تكون متحولة بالنسبة للتحويلات.
تم تطوير الهندسة الإسقاطية على أيدي جيرار ديسارغو وآخرين الذين قاموا بوضع مبادئ المنظور.

## التاريخ
انظر ببس الرومي.

## انشاء القطوع المخروطية
الهندسة الإسقاطية تدرس الخصائص الهندسية التي تظل ثابتة بعد التحويلات الإسقاطية. على عكس الهندسة الإقليدية، التي تتعامل مع الابعاد والزوايا والمساحات، تركز الهندسة الإسقاطية على مفاهيم مثل شروط الانتماء (انتماء نقطة الى خط؛ وخط الى مستوى؛ ونقطة الى مستوى والعكس)، والتوازي (كحالة خاصة من التقاطع في اللانهاية)، والقطوع المخروطية. تلعب هذه العناصر الأخيرة، القطوع المخروطية، دورًا محوريًا حيث تمثل أساسيات منحنيات الدرجة الثانية، وخصائصها الإسقاطية غنية وقوية بشكل مدهش.
الموضوع الكلاسيكي في الهندسة الإسقاطية هو تحديد قطع مخروطي بناءً على عدد معين من العناصر (نقاط أو مماسات). نعلم، على سبيل المثال:
1. يتم تحديد قطع مخروطي بشكل فريد إذا عُرف خمسة من مماساته، بشرط ألا تكون جميعها متقاطعة في نقطة واحدة. وهذا هو جوهر نظرية بريانشون (Brianchon's Theorem) الشهيرة، وهي ثنائية نظرية باسكال، والتي تنص على أنه إذا كان سداسي الأضلاع محيطًا بقطع مخروطي، فإن أقطاره الرئيسية الثلاثة تتقاطع في نقطة واحدة.[4]
2. القطع المخروطي الذي يمر بخمس نقاط معطاة (The Conic Through Five Given Points): يتم تحديد قطع مخروطي بشكل فريد إذا عُرف خمس نقاط منه، بشرط ألا تكون متسامتة على خط واحد. هذا هو جوهر نظرية باسكال (Pascal's Theorem) الشهيرة، التي تنص على أنه إذا كان سداسي الأضلاع محددًا في قطع مخروطي، فإن نقاط تقاطع أضلاعه المتقابلة تقع على خط واحد.

القطوع المخروطية التي تمر بأربع نقاط معطاة (Conics Through Four Given Points): في هذه السيناريوهات، لا يتم تحديد القطع المخروطي بشكل فريد، بل يشكل عائلة (حزمة من القطوع المخروطية) تشترك في قاعدة مشتركة.
تُبرز هذه النظريات كيف أن خمسة شروط عامة (خمس نقاط أو خمس مماسات) كافية لتعريف قطع مخروطي. توجد بعد ذلك حالات وسيطة، مثل تعريف قطع مخروطي يمر بأربع نقاط، أو يمس أربعة خطوط.
الإجراء التالي يندرج في هذا السياق، حيث يتعامل مع حالة لا يتم فيها تعريف القطع المخروطي بخمس نقاط أو خمس مماسات، بل بمزيج من ثلاث نقاط ومماسين (انظر الاجراء هنا).
- يكمن جمال الهندسة الإسقاطية في توفير أدوات لحل مشكلات معقدة بطريقة رسومية بحتة، دون استخدام معادلات رياضية.

## معرض

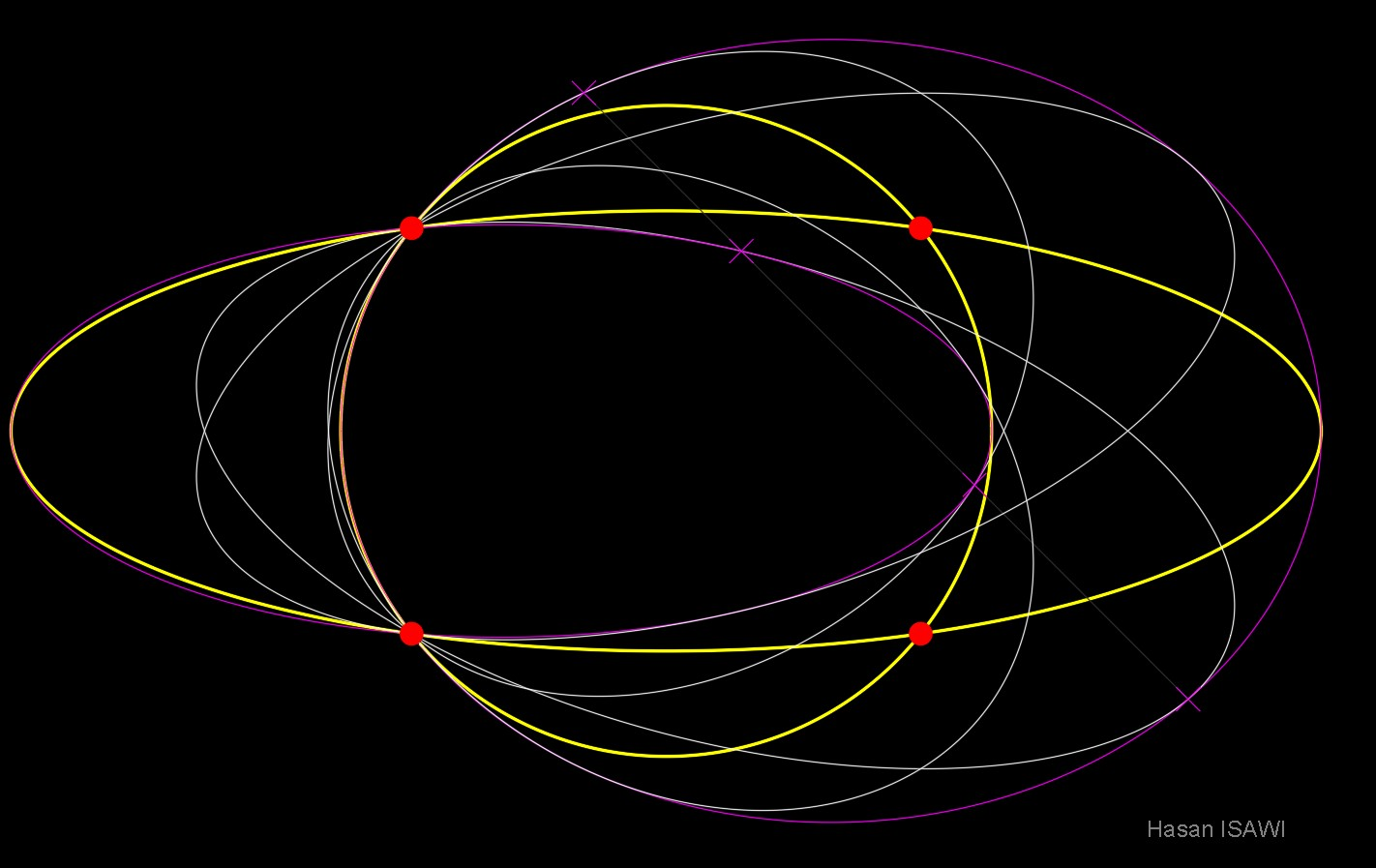
أحد ستة حزم من القطوع المخروطية المماسية لقطعين مخروطيين ( باللون الأصفر ) يتقاطعان في أربع نقاط
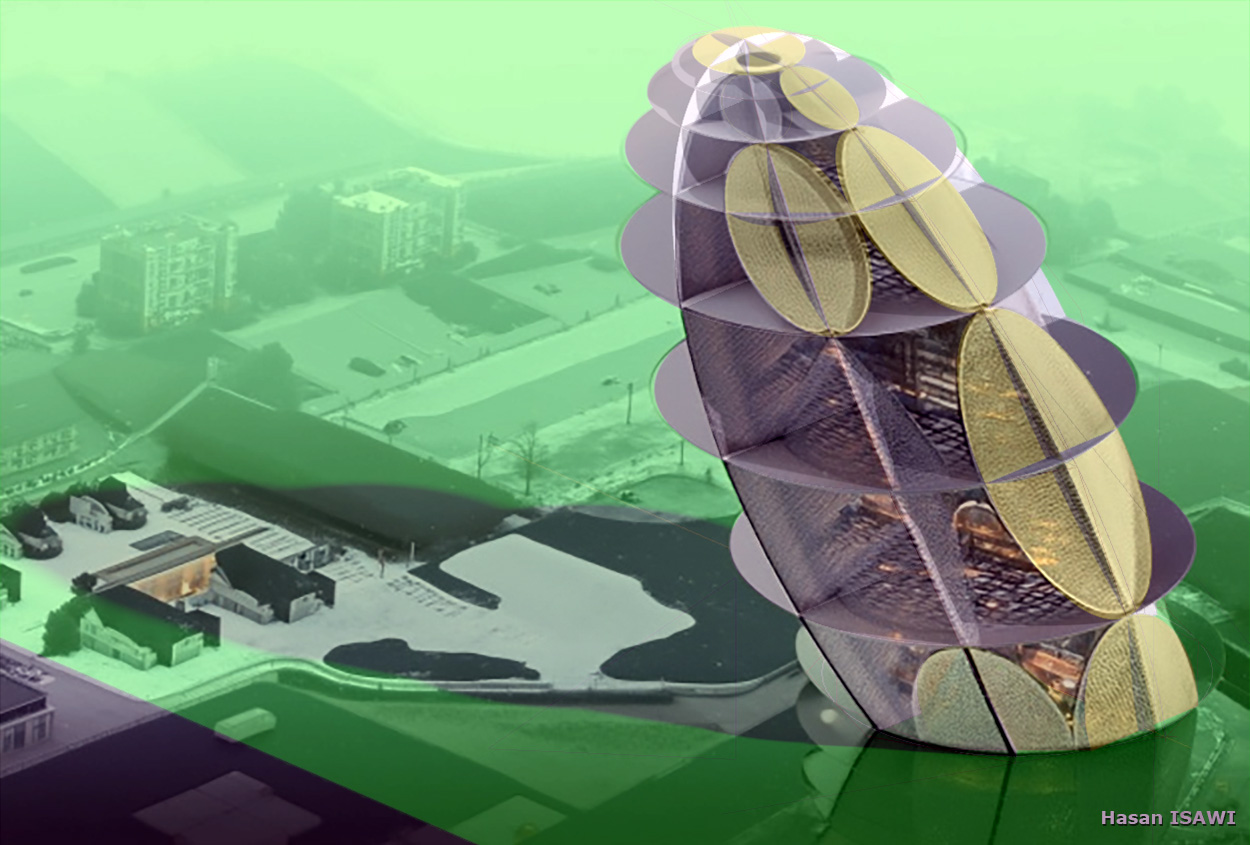
إن مفاهيم التعامد والتوازي والتماثل ... الخ، المألوفة جدا في إدراكنا اليومي، ليست سوى تجليات لحالات خاصة من افكار أوسع وأكثر شمولية التي تجد موطنها الحقيقي في الهندسة الإسقاطية